# Xu Haidong
Xu Haidong (Contea di Dawu, 17 giugno 1900 – Zhengzhou, 25 marzo 1970) è stato un politico, scrittore e generale cinese dell'Esercito Popolare di Liberazione.
Era noto per guidare i suoi uomini direttamente sulle linee del fronte durante la Guerra civile cinese e la Seconda guerra sino-giapponese. Le sue imprese gli valsero il soprannome di "Tigre Xu".
Fu ferito in battaglia per nove volte, e dopo aver contratto la Tubercolosi, fu parzialmente costretto a letto per gli ultimi diciott'anni della sua vita.
Xu si oppose alle politiche radicali della Rivoluzione culturale e fu perseguitato a morte dai sostenitori di Mao Zedong, Lin Biao e della Banda dei Quattro.